# وودی (کالیفرنیا)
وودی (به انگلیسی: Woody) یک منطقهٔ مسکونی در ایالات متحده آمریکا است که در شهرستان کرن، کالیفرنیا واقع شده‌است. وودی ۱۳۵ نفر جمعیت دارد و ۵۰۴ متر بالاتر از سطح دریا واقع شده‌است.